# Psectrotarsia flava
Psectrotarsia flava là một loài bướm đêm trong họ Noctuidae.